# Colt CAR-15 / XM-177 Commando
El Fusil Automático Colt-15 Sistema de Armas Militares (Colt Automatic Rifle-15 Military Weapons System) o CAR-15 fue una familia de fusiles de asalto que comprendía el AR-15 y el M16, comercializados por Colt a finales de la década de 1960 e inicios de 1970. Debido a sus reducidas dimensiones, la versión corta Colt Commando y la XM177, seguían en uso por parte del Ejército de los Estados Unidos hasta después de la guerra de Vietnam.
Años después fue reemplazado por la Carabina M4.
El nombre de CAR-15 surgió en un intento por reasociar el nombre del fusil AR-15, originalmente diseñado por ArmaLite, con la compañía Colt. Posteriormente fue abandonado este concepto de arma pero continuó el desarrollo de algunas variantes, utilizando la denominación M16 en los modelos militares y AR-15 en algunos modelos civiles. Sin embargo, actualmente el término "CAR-15" es un nombre genérico para los fusiles M16 y AR-15 en su configuración de carabina.
El Colt Commando se refiere actualmente al fusil de asalto con cañón ultra corto (11.5”/29.21cm) de la Serie 733 y comercializado bajo el nombre de M4 Commando (anteriormente M16A2 Commando). 
En comparativa, el fusil M4 posee un cañón de 39 cm, mientras que el fusil de asalto M16 posee uno de 50 cm.

## Historia
El subfusil empezó a ser reemplazado por los fusiles de asalto, pero estos aún dejaban algo que desear en cuanto a medidas y peso. Así que de modo casi natural se crearon versiones carabina de fusiles de asalto. Este fue el caso del CAR-15.
Las carabinas XM-177 y CAR-15 fueron empleadas en combate en Vietnam. la carabina Colt 607 o CAR-15) vio muy poco uso en Vietnam y principalmente con fuerzas especiales (SEAL, SOG, LRPP, etc). También se creó el modelo Colt 609 o XM-177E1, en producción desde mediados de 1966 hasta principios de 1967. Para resolver las deficiencias del Colt 609 se creó el modelo mejorado Colt 629 o XM-177E2. Esta carabina se empleó ampliamente en Vietnam por parte de unidades regulares y fuerzas especiales. El modelo GAU-5/A (Gun Aircraft Units) o Modelo 610 fue adoptado en 1966 por la Fuerza Aérea de EE. UU.
El Colt Commando o Colt 733 Commando fue adoptado en 1969 por las Fuerzas Especiales. Debido a sus reducidas dimensiones, la versión corta Colt Commando y la XM177 eran bastante populares y siguieron siendo empleadas por el Ejército de los Estados Unidos después de la guerra de Vietnam. También algunas fuerzas especiales extranjeras emplearon algunos CAR-15 (Israel, Reino Unido, Australia).
El M4 o Colt 720 es una evolución del Colt Commando, que a su vez es otra evolución del M-653 de 9 mm. que entró en servicio a partir de 1975 derivado del XM-177 empleado en Vietnam. El M4 entró en servicio en 1994, principalmente entre las fuerzas especiales. La M4A1 ha sido diseñada para el combate en espacios cerrados, tripulaciones de unidades móviles y aéreas, paracaidistas y operaciones especiales.